# Močenok
Močenok est un village de Slovaquie situé dans la région de Nitra.

## Histoire
Première mention écrite du village en 1113.

## Démographie

### Évolution de la population
| Année:               | 1994. | 2004.   | 2014.   | 2024.   |
| -------------------- | ----- | ------- | ------- | ------- |
| Nombre de personnes: | 4246  | 4319    | 4288    | 4306    |
| Différence:          |       | +1,71 % | -0,71 % | +0,41 % |

| Année:               | 2023. | 2024.   |
| -------------------- | ----- | ------- |
| Nombre de personnes: | 4316  | 4306    |
| Différence:          |       | -0,23 % |